# 1953 Rupertwildt
Az 1953 Rupertwildt (ideiglenes jelöléssel 1951 UK) a Naprendszer kisbolygóövében található aszteroida. Indianai Egyetem fedezte fel 1951. október 29-én.